# آپر تاون (کالیفرنیا)
آپر تاون (به انگلیسی: Upper Town) یک منطقهٔ مسکونی در ایالات متحده آمریکا است که در شهرستان مونو، کالیفرنیا واقع شده‌است. آپر تاون ۲٬۴۵۷ متر بالاتر از سطح دریا قرار دارد.